# 휠릴리
〈휠릴리〉는 2004년에 발표된 대한민국의 가수 이수영의 6집 정규 음반 《The Colors of My Life》의 타이틀곡이다. 이전 1집부터 5집까지 작곡가인 MGR과 함께 타이틀곡 작업을 했던 것과는 다르게 6집에서는 황성제와 본 노래를 필두로 콜라보를 했다. 이 곡의 경우 자신을 버리고 다른 사람에게 떠나간 연인에 대한 그리움을 피리 소리로 전한다는 내용을 가사로 표현한 노래로서, 이별 후 실연의 감정을 여자 중심에서 피력한 곡이다. 이수영은 이 곡으로 Mnet 《엠카운트다운》에서 1위를 수상했으며, 특히 MBC 《음악캠프》에서는 통산 4주 연속으로 1위를 수상했다.